# Piramida w Rożnowie
Piramida w Rożnowie – zabytkowy grobowiec piramidalny w miejscowości Rożnów (województwo opolskie).
Grobowiec został zbudowany  w 1780 z inicjatywy Carla Adolfa Augusta von Eben und Brunnen (1734–1800); zaprojektowany przez Carla Gottharda Langhansa, który jest autorem m.in. Bramy Brandenburskiej w Berlinie. Grobowiec o wysokości dziewięciu metrów, który powstał dla rodu von Eben jest miniaturą egipskich piramid. Specyficzny kształt budowli miał sprawić, by po śmierci ciała uległy mumifikacji. Od frontu ryzalit zwieńczony  gzymsem, na którym znajduje się tumba z kartuszami zawierającymi herby. Grobowiec został naruszony w 1945 roku przez żołnierzy Armii Czerwonej.

## Pogrzebani w grobowcu
W grobowcu początkowo była chowana najbliższa rodzina Carla Adolfa Augusta Freiherr von Eben und Brunnen a w następnym okresie nowi właściciele majątku von Rose i ich krewni również zostali pochowani w piramidalnym grobie. W sumie 28 osób.
- Christian von Möhring(inne języki) (1695-1773)[7], teść Carla,
- Anna von Möhring, z domu von Ruskowsky, żona Christiana, teściowa Carla (zm. 1782),
- Goodman Gottfried Friedrich von Eben und Brunnen, wuj, 1785 r.,
- Hans (Jan) Adolf von Eben und Brunnen (1708-1789), ojciec Carla, kapitan wojsk pruskich[8].
- Carl Adolf August von Eben und Brunnen (1734–1800)[9], budowniczy piramidy; żonaty z Sophie Luise von Möhring (1744-1800), córką Christiana von Möhring[8], generał armii pruskiej i właściciel ziem rożnowskich. Jego synem był Friedrich Christian von Eben und Brunnen(inne języki)  (1773-1835)[10] żonaty z Elisabeth Contessa d'Astigarraga (1792-1861)[8].

Piramida została wpisana w dniu 12 października 2003 r. Pod nr. A-25/2003 na listę zabytków województwa opolskiego.

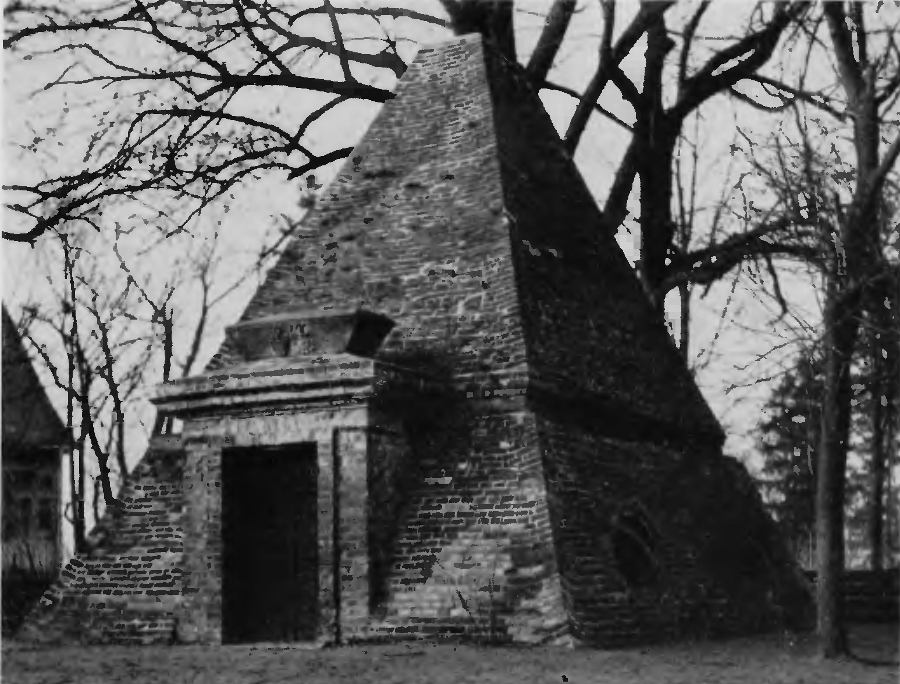
Grobowiec (1937)
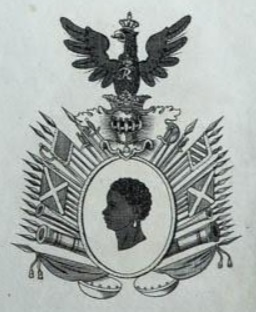
Herb von Möhring (prawy)